# Lingotto

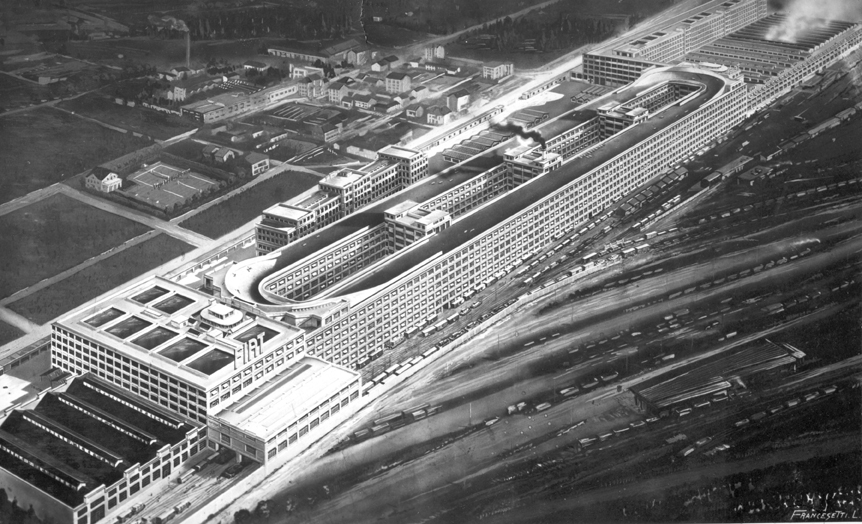
Widok na fabrykę Fiata w dzielnicy Lingotto (1928).

Lingotto – dzielnica miasta Turyn (Włochy), a także lokalizacja byłej fabryki Fiata, którą wzniesiono w latach 1916–1923.

## Fabryka

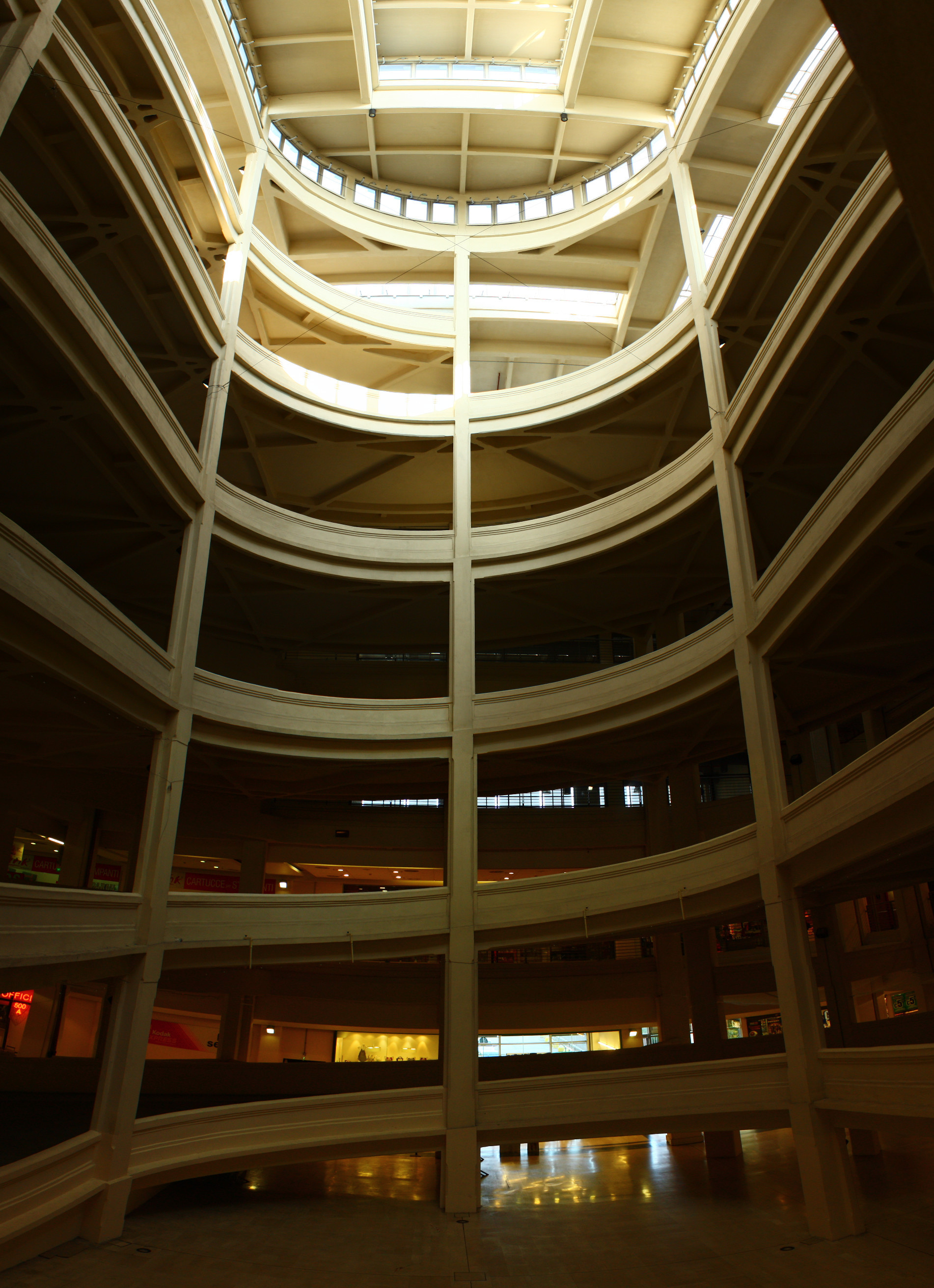
Spiralna jezdnia do transportu w górę samochodów w byłej fabryce Fiata.

Projekt autorstwa architekta Matté Trucco był nietypowy, ponieważ przedstawiał pięć kondygnacji, z surowcami na parterze, a samochody składane były wzdłuż rozbudowanych linii produkcyjnych i przemieszczały się w górę budynku. Wykończone pojazdy wywożono na dach fabryki by sprawdzić je na torze testowym. Kiedy ją otworzono była największą fabryką samochodów na świecie. Kiedy budynek powstał, był on uważany za awangardowy; francuski architekt Le Corbusier nazwał obiekt „jednym z najbardziej imponujących widoków dostarczonych przez przemysł” i „wskazówką do planowania urbanistycznego”. Przez ponad 60 lat funkcjonowania fabryki, zaprojektowano i wyprodukowano w Lingotto wiele z najbardziej rozpoznawalnych modeli Fiata.
W latach 70. fabryka stała się przestarzała i zadecydowano, by ostatecznie ją zamknąć w 1982 roku. Likwidacja zakładu wywołała szeroką dyskusję na temat przyszłości kompleksu, a także jak odtworzyć te obiekty odprzemysławiając je.

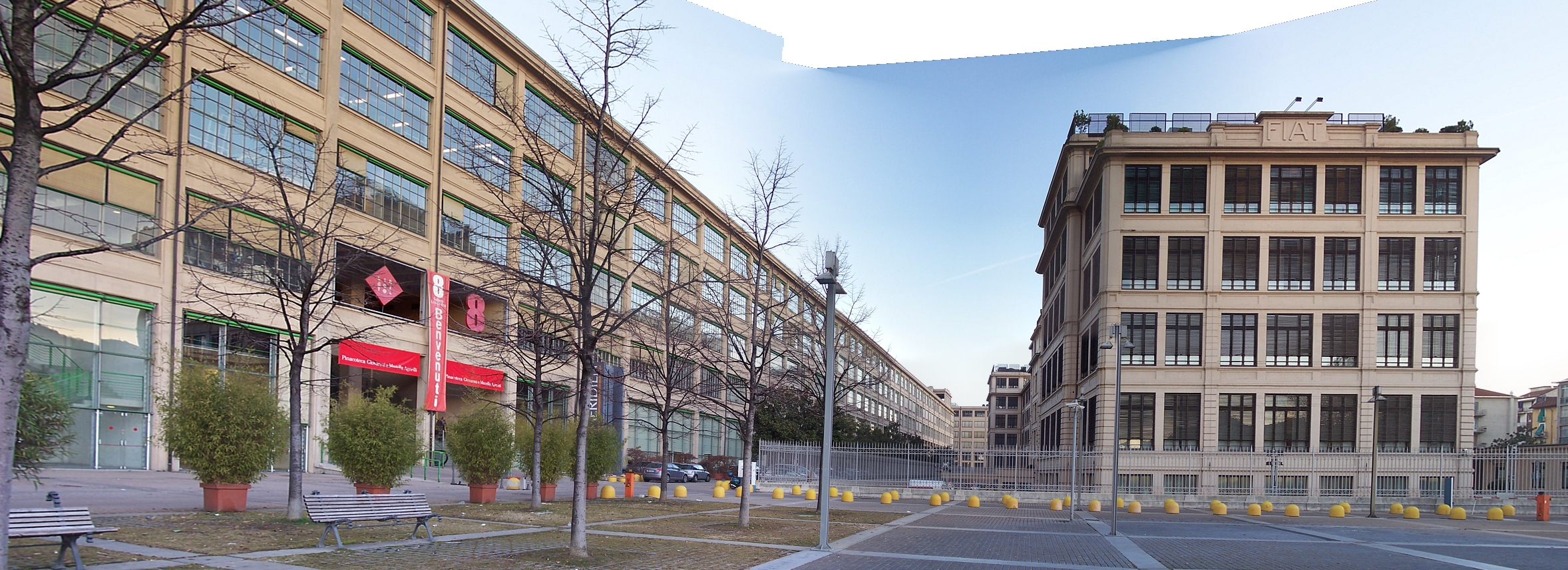
Budynki byłej fabryki Fiata obecnie.

Po przeprowadzeniu konkursu architektonicznego w 1983 roku, Renzo Piano otrzymał zadanie przearanżowania kompleksu w muzeum wielofunkcyjne oraz placówkę kulturalną. Centrum stało się z czasem w głównej mierze rozległym centrum handlowym, a także konferencyjnym. Na terenie przebudowanego kompleksu znalazły się: sale koncertowe, sale kinowe (11), centrum konferencyjne, pasaże handlowe oraz hotele. W obiektach należących wcześniej do Fiata zlokalizowana została także szkoła inżynierska dla Politechniki w Turynie. Piano przekształcił część terenów wokół byłej fabryki Fiata przesuwając lasy z okolic parkingu znacznie bliżej budynku, gdzie ziemia wcześniej była jałowa, co pomogło wyraźniej wyeliminować industrialny krajobraz.
W 1992 roku otworzono w Lingotto centrum wystawowe, w 1994 roku – centrum konferencyjne i audytorium, w 1995 roku – dwa hotele, a galeria handlowa powstała tam w 2002 roku. Tor na dachu budynku pozostał i udostępniony został dla zakwaterowanych w hotelu osób.

## Transport w Lingotto
W dzielnicy Lingotto znajduje się jedna z trzech głównych stacji kolejowych w Turynie oraz stacja metra.

## Pozostałe informacje
- Testowy tor na dachu byłej fabryki pojawił się w sekwencji ucieczki w filmie Włoska robota (1969)[20].
- W dzielnicy Lingotto zbudowano halę widowiskowo-sportową Oval Lingotto. Obiekt powstał na potrzeby organizacji XX Zimowych Igrzyskach Olimpijskich (2006); podczas imprezy w hali odbywały się zawody łyżwiarstwa szybkiego[21].
- Budynek i tor testowy fabryki Fiata pojawił się w pierwszym odcinku programu motoryzacyjnego James May’s Cars of the People (2014)[22].